# Edith Barrett

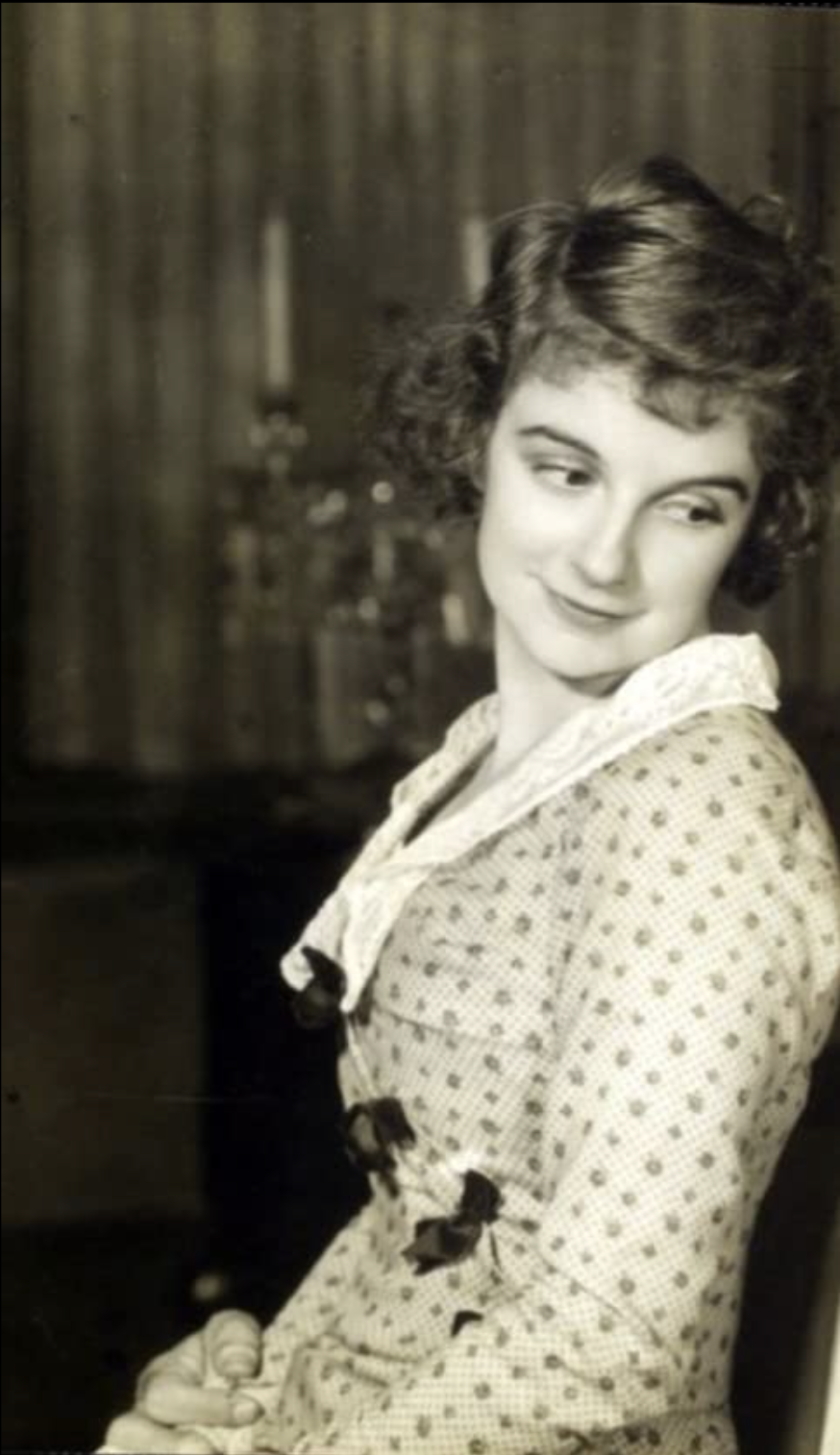
Edith Barrett (1920er-Jahre)

Edith Barrett (* 19. Januar 1907 in Roxbury, Boston, Massachusetts als Edith Williams; † 22. Februar 1977 in Albuquerque, New Mexico) war eine US-amerikanische Schauspielerin.

## Leben und Karriere
Edith Williams war mütterlicherseits die Enkelin von Lawrence Barrett, einem prominenten Bühnenschauspieler des 19. Jahrhunderts, nach dem sie auch ihren Künstlernachnamen Barrett wählte.
Mitte der 1920er-Jahre kam sie an den Broadway und wurde einem breiteren Publikum erstmals 1926 durch ihren Auftritt in Caponsacchi an der Seite von Walter Hampden bekannt. Sie feierte in den folgenden Jahren große Erfolge und spielte in Werken von James M. Barrie, William Shakespeare, Noël Coward, Robert Browning, A. A. Milne und George Bernard Shaw. Die braunäugige, zierlich wirkende Barrett wurde vor allem auf das Rollenfach der romantischen jungen Helden oder der – wie sie es selbst formulierte – „süßlichen und wehmütigen“ jungen Frau besetzt, das sie allerdings nicht mochte. Eine gewisse Abkehr von diesem Image und die vielleicht besten Kritiken ihrer Karriere erlebte sie 1936, als sie in dem Broadway-Stück Parnell über den irischen Nationalhelden Charles Stewart Parnell dessen Geliebte Katharine O’Shea verkörperte. In den 1930er-Jahren trat sie zudem mit Orson Welles’ Mercury Theatre auf, so 1937 in The Shoemaker's Holiday. Insgesamt war sie zwischen 1925 und 1939 in über 20 Broadway-Produktionen zu sehen, ihre letzte Broadway-Rolle hatte sie als Catherine Earnshaw in einer gefloppten Adaption von Sturmhöhe. Danach versuchte sie den Sprung ins Filmgeschäft.
Für ihr Filmdebüt in dem Thriller Das Geheimnis der drei Schwestern erntete sie im Jahr 1941 gute Kritiken, darin spielte sie in einer größeren Rolle die schwachsinnige ältere Schwester von Ida Lupinos Hauptfigur. Anschließend verlief ihre Hollywood-Karriere aber im Mittelmaß, sie wurde nicht mit Hauptrollen betraut, sondern überwiegend als Charakterdarstellerin in Nebenrollen besetzt. In Jacques Tourneurs klassisch gewordenem Horrorfilm Ich folgte einem Zombie verkörperte sie 1943 die ein Geheimnis hütende Mutter der von den Schauspielern Tom Conway und James Ellison dargestellten Figuren. Conway und Ellison waren eigentlich ähnlich alt wie sie, doch nun wurde Barrett oft auf bereits ältere Frauen besetzt. Ebenfalls 1943 spielte sie außerdem die Haushälterin Mrs. Fairfax in Jane Eyre an der Seite von Joan Fontaine und Orson Welles. Im weiteren Verlaufe der 1940er-Jahre war sie überwiegend in B-Filmen zu sehen, in den 1950er-Jahren klang ihre Karriere mit vereinzelten Filmauftritten sowie einigen Fernsehrollen aus. Barrett war enttäuscht darüber, dass ihre Theatererfolge sich nicht in eine gute Filmkarriere übersetzen ließen, und mutmaßte, dass die Kamera sie „nicht mochte“.
Seit 1938 war Barrett mit dem Schauspieler Vincent Price verheiratet, zwei Jahre später wurde ihr gemeinsamer Sohn V. B. Price (Vincent Barrett Price, * 1940) – später Autor und Hochschullehrer – geboren. In ihrer Persönlichkeit galt Barett schon in jungen Jahren als Exzentrikerin, die gerne um ihr Geburtsjahr Verwirrung stiftete (die New York Times benannte ihr Todesalter fälschlicherweise mit 64 Jahren) und seltsame, teils kostspielige Angewohnheiten hatte. So soll sie laut Vincent Prices Tochter aus späterer Ehe die Fifth Avenue aus Aberglauben nie zu Fuß überquert haben, sondern sich immer von einem Taxi herübersetzen lassen haben. Die Ehe von Price und Barett litt auch darunter, dass Barretts beruflicher Abstieg parallel zu Prices Aufstieg zum berühmten Schauspieler stattfand. Price war zudem irritiert darüber, dass sie trotz ihrer Unzufriedenheit mit Hollywood nie mehr zur Bühne zurückkehrte, und stattdessen Alkoholprobleme und eine psychische Instabilität entwickelte. 1948 erfolgte die Scheidung.
Barrett lebte die letzten Jahrzehnte ihres Lebens zunehmend zurückgezogen und widmete sich viel dem Malen, zugleich war sie auf finanzielle Unterstützung ihres Sohnes und ihres Ex-Mannes angewiesen. Sie starb 1977 mit 70 Jahren an einem Herzinfarkt in einem Pflegeheim in Albuquerque, New Mexico, wo sie ein Jahr vor ihrem Tod aus Santa Monica hingezogen war, um in der Nähe ihres Sohnes zu leben.

## Filmografie
- 1941: Das Geheimnis der drei Schwestern (Ladies in Retirement)
- 1942: Lady for a Night
- 1942: Give Out, Sisters
- 1942: Get Hep to Love
- 1943: You Can’t Escape Forever
- 1943: Ich folgte einem Zombie (I Walked with a Zombie)
- 1943: Always a Bridesmaid
- 1943: The Ghost Ship
- 1943: Das Lied von Bernadette (The Song of Bernadette)
- 1943: Die Waise von Lowood (Jane Eyre)
- 1944: Dr. Wassells Flucht aus Java (The Story of Dr. Wassell)
- 1944: Strangers in the Night
- 1944: Schlüssel zum Himmelreich (The Keys of the Kingdom)
- 1945: Molly and Me
- 1945: That’s the Spirit
- 1948: Ohne Erbarmen (Ruthless)
- 1949: Spielfieber (The Lady Gambles)
- 1952: Holiday for Sinners
- 1954/1955: Lux Video Theatre (Fernsehserie, 2 Folgen)
- 1956: Der Schwan (The Swan)
- 1957: Alfred Hitchcock Presents (Fernsehserie, 2 Folgen)
- 1958: Telephone Time (Fernsehserie, Folge Recipe for Success)
- 1958: Schlitz Playhouse of Stars (Fernsehserie, Folge Kinsman)
- 1958: Hölle, wo ist dein Schrecken (In Love and War)
- 1959: Northwest Passage (Fernsehserie, Folge The Witch)